# Уиндом (город, Миннесота)
Уиндом (англ. Windom) — город в округе Коттонвуд, штат Миннесота, США. На площади 9,7 км² (9,2 км² — суша, 0,5 км² — вода), согласно переписи 2002 года, проживают 4490 человек. Плотность населения составляет 487,9 чел./км².
- Телефонный код города — 507
- Почтовый индекс — 56101, 56118
- FIPS-код города — 27-70798[1]
- GNIS-идентификатор — 0654245[2]